# Tsampa

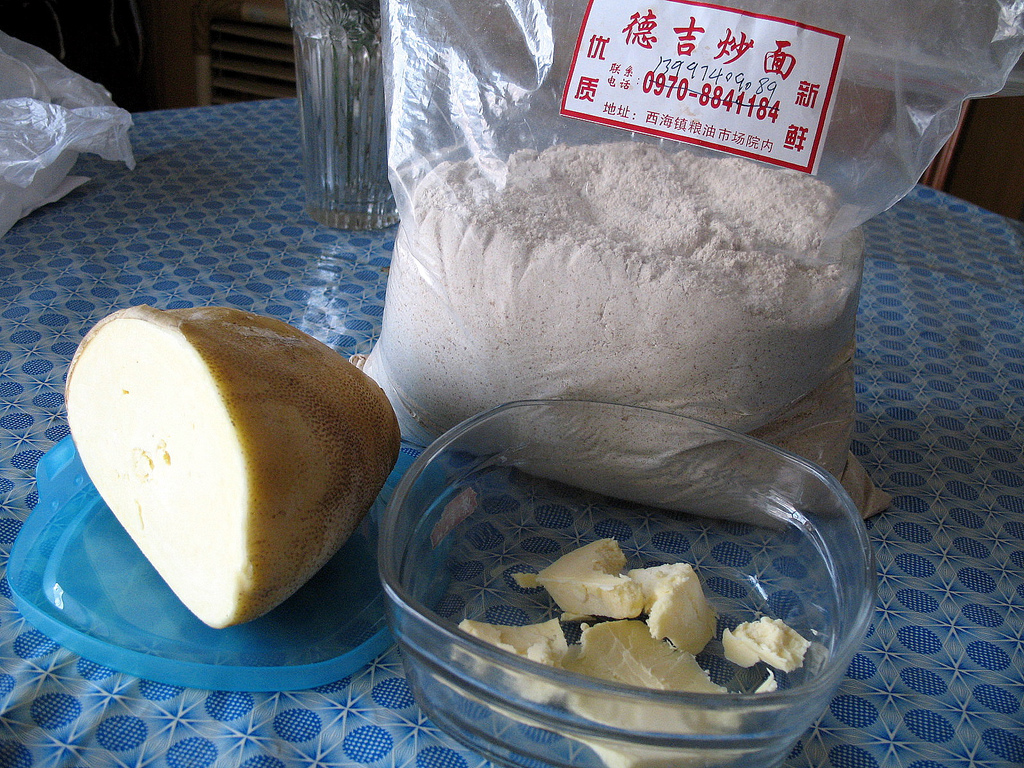
Tsampa

Tsampa (tibetanska: རྩམ་པ་; Wylie: rtsam pa) är stapelföda från Tibet. Det består av rostat mjöl, vanligen av korn, men ibland av vetemjöl eller rismjöl. Det blandas vanligen med det salta tibetanska smörteet.
Tsampa är enkelt att förbereda, och är känt som bekvämlighetsföda som ofta används av sherpas, nomader eller andra resande. Även om traditionell tsampa tillagas tillsammans med te så kan man tillaga det med vatten eller öl istället. Det kan också tillagas till gröt. Tsampa kallas ibland för Tibets nationalrätt. Förutom att vara en dominerande del av den tibetanska dieten så används rätten i många tibetanskt buddhistiska ritualer. Tsampa används till en mängd olika saker. Bland annat används mosad tsampa och spiskummin emot tandvärk, och tibetanska idrottsmän äter tsampa för att få energikickar vid tävlingar. Rostandet av mjölet bryter ner det till ett lättsmält tillstånd, vilket gör att kalorierna snabbt tas upp av kroppen.